# Mortal Kombat (seria gier komputerowych)
Mortal Kombat – seria gier komputerowych z gatunku bijatyk zapoczątkowana przez Eda Boona i Johna Tobiasa w roku 1992 grą Mortal Kombat. Cykl został rozpoczęty jako seria gier na automaty, konwertowanych później przez Acclaim Entertainment na konsole i komputery. Gry były wydawane przez Midway aż do bankructwa przedsiębiorstwa w roku 2009.
Seria zasłynęła z powodu używania początkowo grafiki digitalizowanej oraz z powodu wysokiego poziomu przemocy i krwi w grze – a przede wszystkim fatality, czyli egzekucji na pokonanych przeciwnikach, co przyczyniło się do powstania Entertainment Software Rating Board.
Mortal Kombat doczekał się trzech ekranizacji kinowych, serii telewizyjnej oraz animowanej i szeregu komiksów. Gra Mortal Kombat vs. DC Universe połączyła także uniwersum Mortal Kombat z postaciami komiksów DC Comics.
| Tytuł                               | Rok wydania | Platformy |
| ----------------------------------- | ----------- | --- |
| Mortal Kombat                       | 1992        | Arcade, SNES, Genesis, Mega CD, Amiga, Game Gear, Game Boy, Master System, PC, Xbox, Playstation Network, Xbox Live Arcade                      |
| Mortal Kombat II                    | 1993        | Arcade, Genesis, SNES, 32X, Saturn, PlayStation, PC, Game Boy, Game Gear, Master System, GameCube, Playstation Network, Xbox Live Arcade, Amiga |
| Mortal Kombat 3                     | 1995        | Arcade, SNES, Genesis, PlayStation, PC, Game Boy, Game Gear, Xbox Live Arcade                                                                   |
| Ultimate Mortal Kombat 3            | 1995        | Arcade, Saturn, SNES, Genesis, PlayStation Network, PC, Xbox Live Arcade                                                                        |
| Mortal Kombat Trilogy               | 1996        | Nintendo 64, PlayStation, Saturn, PC |
| Mortal Kombat 4                     | 1997        | Arcade, PlayStation, Nintendo 64, PC |
| Mortal Kombat Mythologies: Sub-Zero | 1997        | PlayStation, Nintendo 64 |
| Mortal Kombat Gold                  | 1999        | Dreamcast |
| Mortal Kombat: Special Forces       | 2000        | PlayStation |
| Mortal Kombat: Deadly Alliance      | 2002        | PlayStation 2, Xbox, GameCube, Game Boy Advance                                                                                                 |
| Mortal Kombat: Deception            | 2004        | PlayStation 2, Xbox, GameCube, PlayStation Portable                                                                                             |
| Mortal Kombat: Shaolin Monks        | 2005        | PlayStation 2, Xbox |
| Mortal Kombat: Unchained            | 2006        | PlayStation Portable |
| Mortal Kombat: Armageddon           | 2006        | PlayStation 2, Xbox, Wii |
| Mortal Kombat vs. DC Universe       | 2008        | PlayStation 3, Xbox 360 |
| Mortal Kombat                       | 2011        | PlayStation 3, Xbox 360, PlayStation Vita (2012), PC (2013)                                                                                     |
| Mortal Kombat Arcade Kollection     | 2011        | PlayStation 3, Xbox 360, PC |
| Mortal Kombat X                     | 2015        | PlayStation 4, Xbox One, PC |
| Mortal Kombat XL                    | 2016        | PlayStation 4, Xbox One, PC |
| Mortal Kombat 11                    | 2019        | PlayStation 4, Xbox One, PC, Nintendo Switch |
| Mortal Kombat 1                     | 2023        | PlayStation 5, Xbox Series X/S, PC, Nintendo Switch                                                                                             |